# Список Героев Советского Союза (Донецкая область)
Список граждан Донецкой области, удостоенных звания Герой Советского Союза.
- Представлены все лица, в том числе удостоенные звания несколько раз.
- Серым цветом выделены дважды Герои.

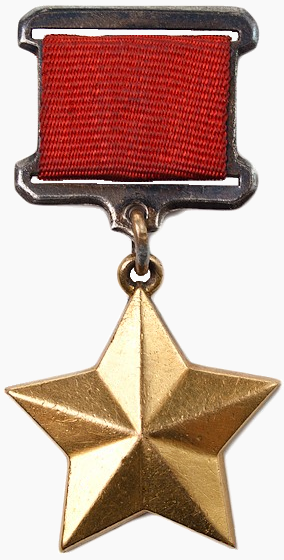
Медаль «Золотая Звезда» — вручалась Героям Советского Союза

| №   | Фамилия, Имя Отчество             | Год рождения | Звание, должность |
| --- | --------------------------------- | ------------ | --- |
| 1   | Александров, Никита Алексеевич    | 1905         | Гвардии старший лейтенант стрелкового полка.                                                                                |
| 2   | Алехнович, Евгений Антонович      | 1920         | Старший лейтенант, командир эскадрильи штурмового авиационного полка.                                                       |
| 3   | Балабаев, Александр Васильевич    | 1915         | Гвардии рядовой, автоматчик.                                                                                                |
| 4   | Бездворный, Анатолий Андреевич    | 1922         | Орудийный номер батареи истребительно-противотанкового батальона.                                                           |
| 5   | Безух, Михаил Иванович            | 1914         | Майор, сначала штурман, а потом и командир авиационного полка.                                                              |
| 6   | Безценный, Виктор Николаевич      | 1924         | Лейтенант, командир взвода.                                                                                                 |
| 7   | Бейда, Иван Мартынович            | 1916         | Младший лейтенант, командир взвода разведки.                                                                                |
| 8   | Бирченко, Иван Кузьмич            | 1913         | Старший лейтенант, командир роты мотострелкового батальона танковой бригады.                                                |
| 9   | Бобров, Леонид Николаевич         | 1920         | Гвардии майор, командир эскадрильи бомбардировочного авиационного полка.                                                    |
| 10  | Бобров, Михаил Иванович           | 1920         | Лейтенант, командир взвода стрелкового полка.                                                                               |
| 11  | Бойко, Григорий Евдокимович       | 1918         | Старший лейтенант, командир звена отдельного пикирующего бомбардировочного авиационного полка.                              |
| 12  | Бордюгов, Андрей Алексеевич       | 1922         | Старший лейтенант, командир звена штурмового авиационного полка.                                                            |
| 13  | Бородин, Леонид Григорьевич       | 1925         | Младший сержант, наводчик орудия легкого артиллерийского полка.                                                             |
| 14  | Бринько, Пётр Антонович           | 1915         | Лейтенант, заместитель командира авиационной эскадрильи.                                                                    |
| 15  | Брозголь, Николай Израилевич      | 1912         | Полковник, командир отдельной тяжелой пушечной aртиллерийской бригады.                                                      |
| 16  | Брысев, Фёдор Яковлевич           | 1915         | Капитан, заместитель командира эскадрильи.                                                                                  |
| 17  | Буряк, Михаил Иванович            | 1921         | Рядовой, автоматчик. |
| 18  | Буряк, Николай Васильевич         | 1918         | Старший лейтенант, командир эскадрильи истребительного авиационного полка.                                                  |
| 19  | Васильчук, Александр Дмитриевич   | 1923         | Гвардии младший лейтенант, летчик штурмового авиационного полка                                                             |
| 20  | Войтенко, Иван Фёдорович          | 1920         | Командир батареи артиллерийского полка.                                                                                     |
| 21  | Волков, Пётр Тимофеевич           | 1918         | Командир орудия зенитного артиллерийского полка.                                                                            |
| 22  | Воронин, Павел Мартынович         | 1918         | Гвардии старшина, командир танка.                                                                                           |
| 23  | Вощенко, Василий Иванович         | 1918         | Старший лейтенант, командир роты 86-го стрелкового полка.                                                                   |
| 24  | Гавриленко, Леонтий Ильич         | 1923         | Гвардии лейтенант, командир звена штурмового авиационного полка.                                                            |
| 25  | Гаврилов, Владимир Яковлевич      | 1908         | Майор, командир бомбардировочного авиационного полка.                                                                       |
| 26  | Гаврилов, Иван Самсонович         | 1913         | Младший сержант, командир отделения стрелкового полка.                                                                      |
| 27  | Гавриш, Иван Иванович             | 1914         | Сержант, командир взвода противотанковых ружей.                                                                             |
| 28  | Гамаюн, Василий Илларионович      | 1921         | Лейтенант, старший летчик штурмового авиационного полка.                                                                    |
| 29  | Гапонов, Григорий Семёнович       | 1909         | Сержант, командир взвода стрелкового полка.                                                                                 |
| 30  | Гаркуша, Кузьма Дмитриевич        | 1917         | Старший лейтенант, командир эскадрильи истребительного авиационного полка.                                                  |
| 31  | Глазунов, Владимир Иванович       | 1925         | Рядовой, стрелок 105-го гвардейского стрелкового полка.                                                                     |
| 32  | Глыга, Григорий Семёнович         | 1913         | Гвардии майор, штурман бомбардировочного авиационного полка.                                                                |
| 33  | Гончаров, Леонид Антонович        | 1903         | Подполковник, командир истребительного авиационного полка.                                                                  |
| 34  | Гончаров, Николай Артемович       | 1924         | Пулеметчик танковой бригады.                                                                                                |
| 35  | Грошев, Николай Петрович          | 1921         | Старший лейтенант, командир эскадрильи штурмового авиационного полка.                                                       |
| 36  | Гуляев, Николай Семёнович         | 1921         | Гвардии старший лейтенант, заместитель командира эскадрильи гвардейского бомбардировочного авиационного полка.              |
| 37  | Гутник, Иосиф Михайлович          | 1911         | Старший сержант стрелкового полка.                                                                                          |
| 38  | Депутатов, Иван Степанович        | 1922         | Гвардии младший сержант, командир танка.                                                                                    |
| 39  | Давиденко, Степан Павлович        | 1911         | Капитан, штурман эскадрильи бомбардировочного авиационного полка.                                                           |
| 40  | Давыдов, Виктор Иосифович         | 1920         | Капитан, заместитель командира эскадрильи разведывательного авиационного полка.                                             |
| 41  | Двужильный, Юрий Михайлович       | 1919         | Капитан, командир батальона стрелкового полка.                                                                              |
| 42  | Дибров, Филипп Давыдович          | 1915         | Капитан, командир батальона стрелкового полка.                                                                              |
| 43  | Диденко, Гавриил Власович         | 1908         | Майор, командир истребительного авиационного полка.                                                                         |
| 44  | Дзюба, Пётр Петрович              | 1915         | Гвардии капитан, помощник командира истребительного авиационного полка.                                                     |
| 45  | Добриков, Иван Андреевич          | 1914         | Капитан, начальник штаба стрелкового полка.                                                                                 |
| 46  | Догаев, Владимир Иванович         | 1921         | Старший лейтенант, командир эскадрильи авиационного полка.                                                                  |
| 47  | Дорофеев, Иван Николаевич         | 1914         | Гвардии лейтенант, командир пулеметного взвода стрелкового полка.                                                           |
| 48  | Дорошенко, Павел Яковлевич        | 1915         | Старший лейтенант, заместитель командира эскадрильи штурмового авиационного полка.                                          |
| 49  | Егубченко, Василий Кириллович     | 1923         | Лейтенант, командир взвода танкового батальона.                                                                             |
| 50  | Елагин, Сергей Иванович           | 1903         | Младший сержант, командир отделения стрелкового полка.                                                                      |
| 51  | Есауленко, Владимир Венедиктович  | 1912         | Лейтенант, командир роты 71-го стрелкового полка.                                                                           |
| 52  | Ефимов, Пётр Иванович             | 1920         | Гвардии капитан, помощник командира эскадрильи 69-го гвардейского истребительного авиационного полка.                       |
| 53  | Жильцов, Василий Маркович         | 1909         | Гвардии старший лейтенант, командир звена торпедных катеров.                                                                |
| 54  | Журавлев, Василий Артемович       | 1913         | Майор, штурман бомбардировочного авиационного полка.                                                                        |
| 55  | Жужома, Николай Иванович          | 1922         | Старший сержант, командир огневого взвода истребительно-противотанкового дивизиона.                                         |
| 56  | Жученко, Григорий Прокофьевич     | 1922         | Старший лейтенант, командир эскадрильи 237-го штурмового авиационного полка.                                                |
| 57  | Завгородний, Василий Никифорович  | 1911         | Гвардии лейтенант, командир минометного взвода.                                                                             |
| 58  | Залевский, Владимир Николаевич    | 1918         | Лейтенант, командир звена 157-го истребительного авиационного полка.                                                        |
| 59  | Запорожец, Фёдор Яковлевич        | 1911         | Сержант, командир отделения саперного батальона.                                                                            |
| 60  | Зверьков, Пётр Павлович           | 1914         | Капитан. Лётчик штурмовика «Ил-2».                                                                                          |
| 61  | Зубарев, Александр Гордеевич      | 1916         | Секретарь подпольного обкома комсомола.                                                                                     |
| 62  | Зубенко, Павел Васильевич         | 1921         | Гвардии младший лейтенант, командир минометного взвода.                                                                     |
| 63  | Ивашкевич, Григорий Мефодьевич    | 1919         | Стрелок 1376-го стрелкового полка.                                                                                          |
| 64  | Ивашко, Александр Иванович        | 1924         | Сержант, старшина роты стрелкового полка.                                                                                   |
| 65  | Ильченко, Виктор Лукьянович       | 1922         | Гвардии лейтенант, старший летчик штурмового авиационного полка.                                                            |
| 66  | Калабун, Валентин Васильевич      | 1924         | Гвардии старший сержант, разведчик стрелкового полка.                                                                       |
| 67  | Кириленко, Василий Иванович       | 1919         | Гвардии старший лейтенант, командир звена разведывательного авиационного полка.                                             |
| 68  | Кондратьев, Леонтий Васильевич    | 1892         | Старшина, помощник командира взвода 723-го стрелкового полка.                                                               |
| 69  | Корсунский, Вольф Борухович       | 1923         | Старший лейтенант, заместитель командира эскадрильи 103-го штурмового авиационного полка.                                   |
| 70  | Косенко, Юрий Хрисанфович         | 1922         | Гвардии старший лейтенант, заместитель командира эскадрильи бомбардировочного авиационного полка.                           |
| 71  | Костюченко, Пётр Андреевич        | 1917         | Майор, командир батальона 1052-го стрелкового полка.                                                                        |
| 72  | Кошелев, Николай Иванович         | 1916         | Лейтенант, командир танковой роты.                                                                                          |
| 73  | Кривень, Пётр Яковлевич           | 1922         | Гвардии лейтенант, старший летчик штурмового авиационного полка.                                                            |
| 74  | Кулык, Павел Петрович             | 1918         | Капитан, командир батареи гаубичной артиллерийской бригады.                                                                 |
| 75  | Курилов, Владимир Ильич           | 1926         | Снайпер стрелкового полка.                                                                                                  |
| 76  | Кухаренко, Николай Иванович       | 1915         | Лейтенант, командир взвода гвардейской танковой бригады.                                                                    |
| 77  | Кучеренко, Александр Васильевич   | 1924         | Лейтенант, старший летчик штурмового авиационного корпуса.                                                                  |
| 78  | Лакатош, Владимир Павлович        | 1923         | Младший лейтенант. |
| 79  | Литвин, Иван Миронович            | 1924         | Автоматчик, гвардии рядовой.                                                                                                |
| 80  | Лихолетов, Пётр Яковлевич         | 1917         | Капитан, командир эскадрильи истребительного авиационного полка.                                                            |
| 81  | Ломакин, Василий Иванович         | 1920         | Пулеметчик гвардейского стрелкового полка.                                                                                  |
| 82  | Лорин, Михаил Васильевич          | 1909         | Штурман эскадрильи минно-торпедного авиационного полка.                                                                     |
| 83  | Лукьянов, Анатолий Григорьевич    | 1919         | Командир звена истребительного авиационного полка.                                                                          |
| 84  | Лызенко, Николай Романович        | 1918         | Командир мотострелковой роты.                                                                                               |
| 85  | Лысенко, Евгений Павлович         | 1920         | Командир самоходно-артиллерийского полка.                                                                                   |
| 86  | Людников, Иван Ильич              | 1902         | Генерал-лейтенант, командир стрелкового корпуса.                                                                            |
| 87  | Ляшенко, Иван Михайлович          | 1921         | Командир артиллерийской батареи стрелкового полка.                                                                          |
| 88  | Максименко, Василий Иванович      | 1913         | Командир эскадрильи истребительного авиационного полка.                                                                     |
| 89  | Манагаров, Иван Мефодьевич        | 1898         | Генерал-лейтенант, командир 53-й армии.                                                                                     |
| 90  | Марунченко, Павел Поликарпович    | 1917         | Заместитель командира батальона по политической части стрелкового полка.                                                    |
| 91  | Марченко, Александр Яковлевич     | 1916         | Заместитель командира эскадрильи авиационного полка.                                                                        |
| 92  | Машков, Игорь Анатольевич         | 1924         | Стрелок 182-го гвардии стрелкового полка.                                                                                   |
| 93  | Машковский, Степан Филиппович     | 1914         | Командир эскадрильи истребительного авиационного полка.                                                                     |
| 94  | Мейлус, Иван Игнатьевич           | 1913         | Штурман авиационного полка.                                                                                                 |
| 95  | Мельников, Анатолий Васильевич    | 1923         | Командир взвода 202-й танковой бригады.                                                                                     |
| 96  | Мирошниченко, Анатолий Кузьмич    | 1921         | Командир батареи тяжелой пушечной артиллерийской бригады.                                                                   |
| 97  | Мишенин, Виктор Поликарпович      | 1913         | Командир взвода пешей разведки стрелкового полка.                                                                           |
| 98  | Могильный, Михаил Павлович        | 1925         | Командир отделения пулеметной роты гвардейского стрелкового полка                                                           |
| 99  | Моженко, Филипп Устинович         | 1911         | Командир батальона стрелкового полка.                                                                                       |
| 100 | Моисеенко, Анатолий Степанович    | 1922         | Командир звена штурмового авиационного полка.                                                                               |
| 101 | Мосиенко, Сергей Иванович         | 1921         | Летчик 11-го отделения разведывательного авиационного полка.                                                                |
| 102 | Москаленко, Кирилл Семёнович      | 1902         | Дважды Герой Советского Союза. Маршал. Командир стрелкового и кавалерийского корпуса, конно-механизированной группы, армий. |
| 103 | Московченко, Григорий Савельевич  | 1916         | Начальник разведки минометного дивизиона.                                                                                   |
| 104 | Мостовой, Николай Александрович   | 1919         | Командир эскадрильи бомбардировочного авиационного полка.                                                                   |
| 105 | Мурза, Илья Митрофанович          | 1904         | Командир стрелкового полка.                                                                                                 |
| 106 | Надточий, Иван Иванович           | 1922         | Комсорг батальона стрелкового полка.                                                                                        |
| 107 | Нарбут, Борис Станиславович       | 1915         | Старший лейтенант, командир роты инженерного батальона.                                                                     |
| 108 | Нелидов, Фёдор Гаврилович         | 1912         | Гвардии подполковник, командир гвардейского кавалерийского полка.                                                           |
| 109 | Нестеренко, Дмитрий Акимович      | 1906         | Капитан, командир эскадрильи штурманского авиационного полка.                                                               |
| 110 | Нечаев, Михаил Ефимович           | 1916         | Капитан, командир танкового батальона.                                                                                      |
| 111 | Новодран, Павел Фёдорович         | 1917         | Младший лейтенант, командир роты гвардейского стрелкового полка.                                                            |
| 112 | Носуля, Николай Васильевич        | 1926         | Сержант, командир отделения стрелкового полка.                                                                              |
| 113 | Островерхов, Иван Григорьевич     | 1919         | Майор, командир батальона 15-й мотострелковой бригады.                                                                      |
| 114 | Осыка, Демьян Васильевич          | 1915         | Командир эскадрильи. |
| 115 | Павленко, Николай Никитович       | 1920         | Гвардии старший лейтенант, командир эскадрильи штурмового авиационного полка.                                               |
| 116 | Павлов, Константин Матвеевич      | 1920         | Гвардии старший сержант, командир орудия.                                                                                   |
| 117 | Панченко, Борис Константинович    | 1915         | Лейтенант, командир минометной батареи.                                                                                     |
| 118 | Паньков, Иван Кириллович          | 1925         | Гвардии сержант, снайпер стрелкового полка.                                                                                 |
| 119 | Пилипенко, Иван Маркович          | 1912         | Капитан, командир эскадрильи истребительного авиационного полка.                                                            |
| 120 | Пироженко, Степан Матвеевич       | 1916         | Сержант, катерист моторизованного понтонно-мостового батальона.                                                             |
| 121 | Пискун, Иван Иванович             | 1914         | Лейтенант, командир роты стрелкового полка.                                                                                 |
| 122 | Плысенко, Артем Михайлович        | 1898         | Сапер отдельного батальона.                                                                                                 |
| 123 | Пономаренко, Алексей Никифорович  | 1914         | Гвардии лейтенант, командир воздушного корабля авиационного полка.                                                          |
| 124 | Прощаев, Григорий Моисеевич       | 1923         | Старший лейтенант, командир эскадрильи штурмового авиационного полка.                                                       |
| 125 | Пузанов, Иван Терентьевич         | 1923         | Гвардии старший лейтенант, командир батареи артиллерийского полка.                                                          |
| 126 | Пучков, Герман Иванович           | 1923         | Старший лейтенант, командир звена штурмового авиационного полка.                                                            |
| 127 | Пушкаренко, Анатолий Павлович     | 1913         | Майор, командир батальона стрелкового полка.                                                                                |
| 128 | Пэнэжко, Григорий Иванович        | 1912         | Капитан, заместитель начальника штаба танковой бригады.                                                                     |
| 129 | Ременной, Фёдор Петрович          | 1924         | Старшина, комсорг стрелкового батальона.                                                                                    |
| 130 | Ржавский, Никита Харитонович      | 1916         | Лейтенант, командир звена истребительного авиационного полка.                                                               |
| 131 | Рудской, Фёдор Андреевич          | 1921         | Капитан, командир танкового батальона.                                                                                      |
| 132 | Рыжков, Иван Ермолаевич           | 1921         | Майор, заместитель командира минометного полка.                                                                             |
| 133 | Рындин, Павел Антонович           | 1901         | Старший лейтенант, парторг батальона стрелкового полка.                                                                     |
| 134 | Савченко, Николай Ильич           | 1920         | Командир орудия конно-артиллерийского дивизиона.                                                                            |
| 135 | Самохин, Николай Ермолаевич       | 1913         | Капитан, командир звена отдельного разведывательного авиационного полка.                                                    |
| 136 | Сачко, Иосиф Кузьмич              | 1916         | Лейтенант, пилот минно-торпедного авиационного полка.                                                                       |
| 137 | Свирчевский, Владимир Степанович  | 1920         | Старший лейтенант, командир звена отдельного разведывательного авиационного полка.                                          |
| 138 | Семейко, Николай Илларионович     | 1923         | Дважды Герой Советского Союза. Гвардии капитан, штурман эскадрильи авиационного полка.                                      |
| 139 | Сенатосенко, Григорий Прокофьевич | 1923         | Старший сержант, снайпер стрелкового полка.                                                                                 |
| 140 | Середа, Иван Павлович             | 1919         | Повар танкового полка. |
| 141 | Симонов, Михаил Васильевич        | 1913         | Капитан, командир звена гвардейского авиаполка.                                                                             |
| 142 | Скачков, Николай Павлович         | 1915         | Старший лейтенант, командир батальона истребительно-противотанкового артиллерийского полка.                                 |
| 143 | Скляров, Иван Григорьевич         | 1919         | Старший лейтенант, командир эскадрильи истребителей.                                                                        |
| 144 | Скнарев, Александр Ильич          | 1921         | Майор, штурман гвардейского минно-торпедного авиаполка.                                                                     |
| 145 | Сопин, Илья Иванович              | 1917         | Капитан, командир батальона стрелкового полка.                                                                              |
| 146 | Староконь, Иван Иванович          | 1923         | Гвардии старший лейтенант, заместитель командира эскадрильи штурмового авиационного полка.                                  |
| 147 | Субботин, Юрий Константинович     | 1923         | Капитан, командир дивизиона гвардейского артиллерийского полка.                                                             |
| 148 | Сытник, Владимир Михайлович       | 1925         | Рядовой отдельного штурмового инженерно-саперного батальона.                                                                |
| 149 | Талах, Константин Яковлевич       | 1918         | Младший сержант, командир отделения стрелкового полка.                                                                      |
| 150 | Тарасков, Дмитрий Фролович        | 1915         | Старшина, механик-водитель самоходной артиллерийской установки.                                                             |
| 151 | Тахтаров, Илья Фёдорович          | 1913         | Старший лейтенант, командир взвода стрелкового полка.                                                                       |
| 152 | Тимошенко, Владимир Яковлевич     | 1912         | Старший лейтенант, командир батальона артиллерийского полка.                                                                |
| 153 | Титович, Владимир Васильевич      | 1921         | Лейтенант, командир звена штурмового авиационного полка.                                                                    |
| 154 | Титовка, Сергей Алексеевич        | 1919         | Лейтенант, командир звена истребителей авиационного полка.                                                                  |
| 155 | Ткачёв, Николай Семёнович         | 1917         | Капитан, командир эскадрильи штурмового авиационного полка.                                                                 |
| 156 | Ткаченко, Андрей Яковлевич        | 1918         | Гвардии майор, командир эскадрильи авиационного полка.                                                                      |
| 157 | Ткаченко, Иван Филиппович         | 1916         | Гвардии лейтенант, начальник разведки артиллерийского дивизиона.                                                            |
| 158 | Токарев, Моисей Степанович        | 1913         | Майор, командир истребительного авиационного полка.                                                                         |
| 159 | Удодов, Александр Абрамович       | 1917         | Автоматчик стрелкового полка.                                                                                               |
| 160 | Усенко, Константин Степанович     | 1920         | Гвардии капитан, командир эскадрильи пикировочно-бомбардировочного авиационного полка.                                      |
| 161 | Усенко, Леонтий Егорович          | 1917         | Лейтенант, командир взвода роты автоматчиков.                                                                               |
| 162 | Федорчук, Игорь Александрович     | 1919         | Лейтенант, командир звена истребительного авиационного полка.                                                               |
| 163 | Фесенко, Михаил Ильич             | 1923         | Гвардии старший сержант, заместитель командира эскадрильи штурмового авиационного полка.                                    |
| 164 | Филин, Леонид Алексеевич          | 1915         | Гвардии капитан, заместитель командира эскадрильи авиационного полка.                                                       |
| 165 | Филипских, Евгений Фёдорович      | 1914         | Полковник, командир партизанской бригады «Пламя».                                                                           |
| 166 | Фомин, Владимир Васильевич        | 1925         | Гвардии старшина, сан-инструктор стрелкового полка.                                                                         |
| 167 | Харченко, Василий Степанович      | 1913         | Старший сержант, помощник командира взвода стрелкового полка.                                                               |
| 168 | Харченко, Семён Андреевич         | 1915         | Младший лейтенант, командир взвода стрелкового полка.                                                                       |
| 169 | Цымбал, Иван Васильевич           | 1904         | Младший лейтенант, парторг батальона стрелкового полка.                                                                     |
| 170 | Черкашнев, Иван Трофимович        | 1911         | Гвардии капитан, командир батареи истребительно-противотанкового артиллерийского полка.                                     |
| 171 | Черныш, Пётр Прокофьевич          | 1919         | Старший лейтенант, командир звена бомбардировочного авиационного полка.                                                     |
| 172 | Чернышенко, Виктор Семёнович      | 1925         | Сержант, стрелок-радист танка.                                                                                              |
| 173 | Чичкан, Фёдор Иванович            | 1918         | Майор, командир артиллерийского полка.                                                                                      |
| 174 | Чумаченко, Виктор Иванович        | 1924         | Сержант, командир отделения автоматчиков стрелкового полка.                                                                 |
| 175 | Шалимов, Владимир Фёдорович       | 1921         | Капитан, заместитель начальника штаба по разведке и аэрофотослужбе.                                                         |
| 176 | Шамшур, Анатолий Иванович         | 1924         | Старший сержант, командир минометного взвода гвардейского стрелкового полка.                                                |
| 177 | Шестаков, Лев Львович             | 1915         | Майор, командир истребительного авиационного полка.                                                                         |
| 178 | Штанько, Степан Федотович         | 1922         | Старший лейтенант, командир батареи гвардейского артиллерийского полка.                                                     |
| 179 | Щербина, Василий Васильевич       | 1914         | Командир диверсионной группы и разведывательно-диверсионного отряда.                                                        |
| 180 | Щербина, Николай Семёнович        | 1920         | Гвардии старший лейтенант, заместитель командира эскадрильи бомбардировочного авиационного полка.                           |
| 181 | Щецура, Дмитрий Васильевич        | 1922         | Разведчик стрелкового полка.                                                                                                |
| 182 | Яковицкий, Александр Адамович     | 1908         | Майор, заместитель командира гвардейского штурмового авиационного полка.                                                    |